# It Takes a Lot to Laugh, It Takes a Train to Cry
«It Takes a Lot to Laugh, It Takes a Train to Cry» es una canción del músico estadounidense Bob Dylan, publicada en el álbum de estudio Highway 61 Revisited. Una versión alternativa de la canción fue también publicada en el recopilatorio The Bootleg Series Vol. 1-3. «It Takes a Lot to Laugh, It Takes a Train to Cry» Ha sido versionada por numerosos artistas, incluyendo: The Allman Brothers Band, Blue Cheer, Marianne Faithfull, Jerry Garcia, The Grateful Dead, Stephen Stills, Ian Matthews, Leon Russell, Little Feat, Chris Smither, Taj Mahal, Steve Earle, Levon Helm y Toto.

## Música y letra
La versión de la canción incluida en Highway 61 Revisited es una canción blues eléctrica, semejante a «From a Buick 6» y «Just Like Tom Thumb's Blues». Se compone de versos tomadas de viejas canciones blues combinados con la propia letra de Dylan. En lugar de usar la agresión de otras canciones del álbum, «It Takes a Lot to Laugh, It Takes a Train to Cry» refleja la resignación cansada del mundo. La imaginería es sexual, y la canción se puede interpretar como una alegoría de alguien que se siente frustrado sexualmente. Dylan regresó imágenes y sugerencias similares en canciones posteriores como «I Dreamed I Saw St. Augustine» y «Señor (Tales of Yankee Power)».
Musicalmente, la canción tiene un tempo lento impulsado por una batería con un ritmo arrastrado y un ligero énfasis poco convencional de Bobby Gregg. También incluye una parte de piano interpretado por Paul Griffin, un bajo tocado por Harvey Brooks y una guitarra eléctrica de Mike Bloomfield, así como una parte inusual de armónica.
La versión incluida en Highway 61 Revisited fue grabada el 29 de julio de 1965, el mismo día en que Dylan también grabó «Positively 4th Street» y «Tombstone Blues». Dylan tocó esta versión en directo como parte de su set en The Concert for Bangladesh en 1971. Otra versión en directo aparece en el recopilatorio  The Bootleg Series Vol. 5: Bob Dylan Live 1975, The Rolling Thunder Revue.
La versión alternativa tenía por título provisional «Phantom Engineer», con un tempo más animado y cuatro versos distintos. Fue grabada el 16 de junio de 1965, el mismo día que «Like a Rolling Stone».  Esta versión fue tocada en directo durante el controvertido set eléctrico de Dylan, con el respaldo de miembros de The Paul Butterfield Blues Band y Al Kooper, en el Festival de Folk de Newport el 25 de julio de 1965 después de «Maggie's Farm». Después de ser interrumpido durante el set eléctrico, y especialmente durante «Phantom Engineer», por seguidores que querían que Dylan tocase música folk, el músico volvió al escenario para tocar sendas versiones en acústico de «Mr. Tambourine Man» e «It's All Over Now, Baby Blue». 
La revista Mojo situó «It Takes a Lot to Laugh, It Takes a Train to Cry» como la 87.º mejor canción de Dylan en una encuesta elaborada en 2005.

## Personal
- Bob Dylan: voz, guitarra y armónica
- Mike Bloomfield: guitarra
- Paul Griffin: piano
- Bobby Gregg: batería
- Joseph Macho Jr.: bajo
- Al Kooper: órgano